# Патріарх Румунський
Патріарх Румунський (рум. Patriarhul României; Блаженнійший Архієпископ Бухарестський, Митрополит Мунтенський і Добруджийський, Намісник Кесарії Каппадокійської, Патріарх Румунський, рум. Arhiepiscop al Bucureștilor, Mitropolit al Munteniei și Dobrogei, Locțiitorul Tronului Cezareei Capadociei și Patriarhul Bisericii Ortodoxe Române) — титул предстоятеля Православної церкви Румунії. Має сьоме місце у диптиху предстоятелів помісних православних церков.

## Список
| Портрет | Ім'я               | Початок           | Кінець          |
| ------- | ------------------ | ----------------- | --------------- |
|         | Мирон (Кристя)     | 1 листопада 1925  | 6 березня 1939  |
|         | Никодим (Мунтяну)  | 5 липня 1939      | 27 лютого 1948  |
|         | Юстиніан (Марина)  | 24 травня 1948    | 26 березня 1977 |
|         | Іустин (Моїсеску)  | 12 червня 1977    | 31 серпня 1986  |
|         | Теоктист (Арепашу) | 16 листопада 1986 | 30 серпня 2007  |
|         | Даниїл (Чоботя)    | 30 вересня 2007   |                 |